# Llista d'asteroides/193501-193600
| Nom      | Designació provisional | Data de descobriment   | Lloc de descobriment | Descobridor/s |
| -------- | ---------------------- | ---------------------- | -------------------- | ------------- |
| 193501 - | 2000 YL23              | 28 de desembre de 2000 | Kitt Peak            | Spacewatch    |
| 193502 - | 2000 YR24              | 28 de desembre de 2000 | Kitt Peak            | Spacewatch    |
| 193503 - | 2000 YC27              | 26 de desembre de 2000 | Haleakala            | NEAT          |
| 193504 - | 2000 YH36              | 30 de desembre de 2000 | Socorro              | LINEAR        |
| 193505 - | 2000 YP36              | 30 de desembre de 2000 | Socorro              | LINEAR        |
| 193506 - | 2000 YY38              | 30 de desembre de 2000 | Socorro              | LINEAR        |
| 193507 - | 2000 YF40              | 30 de desembre de 2000 | Socorro              | LINEAR        |
| 193508 - | 2000 YG46              | 30 de desembre de 2000 | Socorro              | LINEAR        |
| 193509 - | 2000 YV46              | 30 de desembre de 2000 | Socorro              | LINEAR        |
| 193510 - | 2000 YL50              | 30 de desembre de 2000 | Socorro              | LINEAR        |
| 193511 - | 2000 YS50              | 30 de desembre de 2000 | Socorro              | LINEAR        |
| 193512 - | 2000 YG52              | 30 de desembre de 2000 | Socorro              | LINEAR        |
| 193513 - | 2000 YG53              | 30 de desembre de 2000 | Socorro              | LINEAR        |
| 193514 - | 2000 YA55              | 30 de desembre de 2000 | Socorro              | LINEAR        |
| 193515 - | 2000 YU55              | 30 de desembre de 2000 | Socorro              | LINEAR        |
| 193516 - | 2000 YL57              | 30 de desembre de 2000 | Socorro              | LINEAR        |
| 193517 - | 2000 YR57              | 30 de desembre de 2000 | Socorro              | LINEAR        |
| 193518 - | 2000 YA59              | 30 de desembre de 2000 | Socorro              | LINEAR        |
| 193519 - | 2000 YP60              | 30 de desembre de 2000 | Socorro              | LINEAR        |
| 193520 - | 2000 YS60              | 30 de desembre de 2000 | Socorro              | LINEAR        |
| 193521 - | 2000 YG63              | 30 de desembre de 2000 | Socorro              | LINEAR        |
| 193522 - | 2000 YL66              | 30 de desembre de 2000 | Haleakala            | NEAT          |
| 193523 - | 2000 YE73              | 30 de desembre de 2000 | Socorro              | LINEAR        |
| 193524 - | 2000 YZ74              | 30 de desembre de 2000 | Socorro              | LINEAR        |
| 193525 - | 2000 YL80              | 30 de desembre de 2000 | Socorro              | LINEAR        |
| 193526 - | 2000 YB83              | 30 de desembre de 2000 | Socorro              | LINEAR        |
| 193527 - | 2000 YU83              | 30 de desembre de 2000 | Socorro              | LINEAR        |
| 193528 - | 2000 YB86              | 30 de desembre de 2000 | Socorro              | LINEAR        |
| 193529 - | 2000 YV86              | 30 de desembre de 2000 | Socorro              | LINEAR        |
| 193530 - | 2000 YM91              | 30 de desembre de 2000 | Socorro              | LINEAR        |
| 193531 - | 2000 YZ91              | 30 de desembre de 2000 | Socorro              | LINEAR        |
| 193532 - | 2000 YC96              | 30 de desembre de 2000 | Socorro              | LINEAR        |
| 193533 - | 2000 YD97              | 30 de desembre de 2000 | Socorro              | LINEAR        |
| 193534 - | 2000 YQ109             | 30 de desembre de 2000 | Socorro              | LINEAR        |
| 193535 - | 2000 YS109             | 30 de desembre de 2000 | Socorro              | LINEAR        |
| 193536 - | 2000 YT109             | 30 de desembre de 2000 | Socorro              | LINEAR        |
| 193537 - | 2000 YU112             | 30 de desembre de 2000 | Socorro              | LINEAR        |
| 193538 - | 2000 YX112             | 30 de desembre de 2000 | Socorro              | LINEAR        |
| 193539 - | 2000 YJ113             | 30 de desembre de 2000 | Socorro              | LINEAR        |
| 193540 - | 2000 YN113             | 30 de desembre de 2000 | Socorro              | LINEAR        |
| 193541 - | 2000 YO113             | 30 de desembre de 2000 | Socorro              | LINEAR        |
| 193542 - | 2000 YC114             | 30 de desembre de 2000 | Socorro              | LINEAR        |
| 193543 - | 2000 YT115             | 30 de desembre de 2000 | Socorro              | LINEAR        |
| 193544 - | 2000 YL117             | 30 de desembre de 2000 | Socorro              | LINEAR        |
| 193545 - | 2000 YN117             | 30 de desembre de 2000 | Socorro              | LINEAR        |
| 193546 - | 2000 YJ120             | 19 de desembre de 2000 | Socorro              | LINEAR        |
| 193547 - | 2000 YY120             | 20 de desembre de 2000 | Socorro              | LINEAR        |
| 193548 - | 2000 YD121             | 21 de desembre de 2000 | Socorro              | LINEAR        |
| 193549 - | 2000 YE122             | 28 de desembre de 2000 | Kitt Peak            | Spacewatch    |
| 193550 - | 2000 YM125             | 29 de desembre de 2000 | Anderson Mesa        | LONEOS        |
| 193551 - | 2000 YX125             | 29 de desembre de 2000 | Anderson Mesa        | LONEOS        |
| 193552 - | 2000 YR126             | 29 de desembre de 2000 | Anderson Mesa        | LONEOS        |
| 193553 - | 2000 YF132             | 30 de desembre de 2000 | Socorro              | LINEAR        |
| 193554 - | 2000 YH133             | 31 de desembre de 2000 | Anderson Mesa        | LONEOS        |
| 193555 - | 2000 YL136             | 23 de desembre de 2000 | Socorro              | LINEAR        |
| 193556 - | 2000 YX139             | 31 de desembre de 2000 | Anderson Mesa        | LONEOS        |
| 193557 - | 2001 AS3               | 2 de gener de 2001     | Socorro              | LINEAR        |
| 193558 - | 2001 AA4               | 2 de gener de 2001     | Socorro              | LINEAR        |
| 193559 - | 2001 AM4               | 2 de gener de 2001     | Socorro              | LINEAR        |
| 193560 - | 2001 AW10              | 2 de gener de 2001     | Socorro              | LINEAR        |
| 193561 - | 2001 AG11              | 2 de gener de 2001     | Socorro              | LINEAR        |
| 193562 - | 2001 AZ11              | 2 de gener de 2001     | Socorro              | LINEAR        |
| 193563 - | 2001 AO12              | 2 de gener de 2001     | Socorro              | LINEAR        |
| 193564 - | 2001 AW15              | 2 de gener de 2001     | Socorro              | LINEAR        |
| 193565 - | 2001 AJ27              | 5 de gener de 2001     | Socorro              | LINEAR        |
| 193566 - | 2001 AR30              | 4 de gener de 2001     | Socorro              | LINEAR        |
| 193567 - | 2001 AE32              | 4 de gener de 2001     | Socorro              | LINEAR        |
| 193568 - | 2001 AO33              | 4 de gener de 2001     | Socorro              | LINEAR        |
| 193569 - | 2001 AB34              | 4 de gener de 2001     | Socorro              | LINEAR        |
| 193570 - | 2001 AR36              | 5 de gener de 2001     | Socorro              | LINEAR        |
| 193571 - | 2001 AG40              | 3 de gener de 2001     | Anderson Mesa        | LONEOS        |
| 193572 - | 2001 AW40              | 3 de gener de 2001     | Anderson Mesa        | LONEOS        |
| 193573 - | 2001 AM42              | 4 de gener de 2001     | Anderson Mesa        | LONEOS        |
| 193574 - | 2001 BB                | 17 de gener de 2001    | Oizumi               | T. Kobayashi  |
| 193575 - | 2001 BF                | 17 de gener de 2001    | Oizumi               | T. Kobayashi  |
| 193576 - | 2001 BG                | 17 de gener de 2001    | Oizumi               | T. Kobayashi  |
| 193577 - | 2001 BY1               | 16 de gener de 2001    | Kitt Peak            | Spacewatch    |
| 193578 - | 2001 BH2               | 16 de gener de 2001    | Haleakala            | NEAT          |
| 193579 - | 2001 BS2               | 18 de gener de 2001    | Socorro              | LINEAR        |
| 193580 - | 2001 BM6               | 19 de gener de 2001    | Socorro              | LINEAR        |
| 193581 - | 2001 BW9               | 16 de gener de 2001    | Kitt Peak            | Spacewatch    |
| 193582 - | 2001 BF11              | 16 de gener de 2001    | Haleakala            | NEAT          |
| 193583 - | 2001 BG21              | 19 de gener de 2001    | Socorro              | LINEAR        |
| 193584 - | 2001 BL22              | 20 de gener de 2001    | Socorro              | LINEAR        |
| 193585 - | 2001 BB26              | 20 de gener de 2001    | Socorro              | LINEAR        |
| 193586 - | 2001 BT37              | 21 de gener de 2001    | Socorro              | LINEAR        |
| 193587 - | 2001 BQ38              | 23 de gener de 2001    | Oizumi               | T. Kobayashi  |
| 193588 - | 2001 BE40              | 18 de gener de 2001    | Socorro              | LINEAR        |
| 193589 - | 2001 BS42              | 19 de gener de 2001    | Socorro              | LINEAR        |
| 193590 - | 2001 BQ45              | 21 de gener de 2001    | Socorro              | LINEAR        |
| 193591 - | 2001 BV45              | 21 de gener de 2001    | Socorro              | LINEAR        |
| 193592 - | 2001 BN46              | 21 de gener de 2001    | Socorro              | LINEAR        |
| 193593 - | 2001 BR46              | 21 de gener de 2001    | Socorro              | LINEAR        |
| 193594 - | 2001 BQ49              | 21 de gener de 2001    | Socorro              | LINEAR        |
| 193595 - | 2001 BK55              | 19 de gener de 2001    | Socorro              | LINEAR        |
| 193596 - | 2001 BV60              | 26 de gener de 2001    | Socorro              | LINEAR        |
| 193597 - | 2001 BO63              | 29 de gener de 2001    | Socorro              | LINEAR        |
| 193598 - | 2001 BF65              | 26 de gener de 2001    | Socorro              | LINEAR        |
| 193599 - | 2001 BJ66              | 26 de gener de 2001    | Socorro              | LINEAR        |
| 193600 - | 2001 BO67              | 31 de gener de 2001    | Socorro              | LINEAR        |